# نورثروب غرومان بي 2 سبيرت
بي-2 سبيريت من شركة نورثروب، والمعروفة أيضًا باسم "قاذفة الشبح"،  هي قاذفة قنابل استراتيجية ثقيلة أمريكية تتميّز بتقنية التخفي ذات القدرة المنخفضة على الظهور للرادار، صُمّمت لاختراق شبكات الدفاع الجوي الكثيفة والمعقّدة. تُعد هذه الطائرة جناحًا طائرًا دون سرعة الصوت ويقودها طاقم مكوّن من فردين، وقد تولّت شركة نورثروب (لاحقًا نورثروب غرومان) مهام التصميم كمقاول رئيسي، فيما ساهمت شركات بوينغ، وهيوز، وفووت كمقاولين فرعيين رئيسيين. صنعت الطائرة بين عامي 1988 و2000.
تستطيع بي-2 إسقاط ذخائر تقليدية وحرارية نووية، مثل ما يصل إلى ثمانين قنبلة موجهة بنظام التموضع العالمي (GPS) من نوع "مارك 82" بوزن 500 رطل (230 كغ)، أو ست عشرة قنبلة نووية من نوع "بي-83" بوزن 2,400 رطل (1,100 كغ). وتُعد هذه الطائرة حاليًا الوحيدة المعروفة قيد الخدمة القادرة على حمل أسلحة بعيدة المدى تُطلق من الجو إلى سطح الأرض، ضمن تكوين تخفٍ لا يمكن رصده.
بدأ تطوير الطائرة ضمن مشروع "قاذفة التكنولوجيا المتقدمة" خلال عهد إدارة الرئيس جيمي كارتر، التي ألغت جزئيًا برنامج القاذفة "بي-1 إيه" القادرة على الطيران بسرعة ماخ 2، نظرًا للآفاق الواعدة التي أظهرها مشروع "بي-2". إلا أن صعوبات التطوير أدت إلى تأخيرات وارتفاع كبير في التكاليف. وفي نهاية المطاف، أسفر البرنامج عن إنتاج 21 طائرة "بي-2" بتكلفة متوسطة قدرها 2.13 مليار دولار للطائرة الواحدة (حوالي 4.17 مليار دولار حسب قيمة الدولار في عام 2024)، وتشمل هذه التكاليف مراحل التطوير، والهندسة، والاختبارات، والتصنيع، والتوريد. أما تكلفة تصنيع كل طائرة على حدة فقد بلغت في المتوسط نحو 737 مليون دولار، في حين بلغت تكلفة التوريد الإجمالية – التي تشمل الإنتاج، وقطع الغيار، والمعدات، والتحديثات، والدعم البرمجي – حوالي 929 مليون دولار للطائرة الواحدة (ما يعادل نحو 1.11 مليار دولار في عام 2023).
وقد أثارت هذه التكاليف الباهظة – سواء الرأسمالية أو التشغيلية – جدلاً واسعًا داخل الكونغرس الأمريكي حتى قبل نهاية الحرب الباردة، التي قلّصت الحاجة إلى طائرات شبحية قادرة على تنفيذ ضربات في عمق الأراضي السوفييتية. نتيجة لذلك، جرى في أواخر الثمانينيات وتسعينيات القرن العشرين تقليص عدد القاذفات المخطط إنتاجها من 132 إلى 21 فقط.
تستطيع "بي-2" تنفيذ مهام هجومية على ارتفاعات تصل إلى 50,000 قدم (15,000 متر)، ولديها مدى طيران يزيد عن 6,000 ميل بحري (11,000 كيلومتر؛ 6,900 ميل) دون التزود بالوقود، ويمكن أن تتجاوز 10,000 ميل بحري (19,000 كيلومتر؛ 12,000 ميل) عند التزود بالوقود جوًا مرة واحدة.
دخلت "بي-2" الخدمة رسميًا عام 1997، لتكون ثاني طائرة تُصمّم بتقنية التخفي المتقدمة بعد طائرة الهجوم "لوكهيد إف-117 نايتهاوك". وعلى الرغم من أن تصميمها الأساسي خُصّص للضربات النووية، فقد استُخدمت لأول مرة في القتال لإلقاء ذخائر تقليدية غير نووية خلال حرب كوسوفو عام 1999، ثم استُخدمت لاحقًا في العراق وأفغانستان وليبيا واليمن وإيران.
اعتبارًا من عام 2024، تمتلك القوات الجوية الأمريكية تسع عشرة طائرة من طراز "بي-2" في الخدمة، في حين دُمرت طائرة واحدة في حادث تحطم عام 2008، وتعرضت أخرى لأضرار جسيمة في حادث عام 2022، ما أدى إلى إخراجها من الخدمة على الأرجح بسبب تكاليف الإصلاح وطول مدته.
ومن المقرر أن تواصل القوات الجوية تشغيل طائرات "بي-2" حتى عام 2032، حيث ستُستبدل بطراز "بي-21 رايدر" من شركة نورثروب غرومان.

## تاريخ

### التطوير
بحلول منتصف سبعينيات القرن العشرين، كان مصممو الطائرات العسكرية قد بدأوا في استكشاف أساليب جديدة لتفادي الصواريخ والطائرات الاعتراضية، فيما عُرف لاحقًا باسم "تقنية التخفي". تمثلت الفكرة في تصميم هيكل طائرة يُعيد توجيه إشارات الرادار أو يمتصّها بحيث لا ينعكس سوى قدر ضئيل منها إلى وحدة الرادار. ومن شأن الطائرة المزودة بخصائص التخفي الراداري أن تتمكن من التحليق دون أن تُكتشف تقريبًا، ولا يمكن استهدافها إلا بأسلحة وأنظمة لا تعتمد على الرادار.

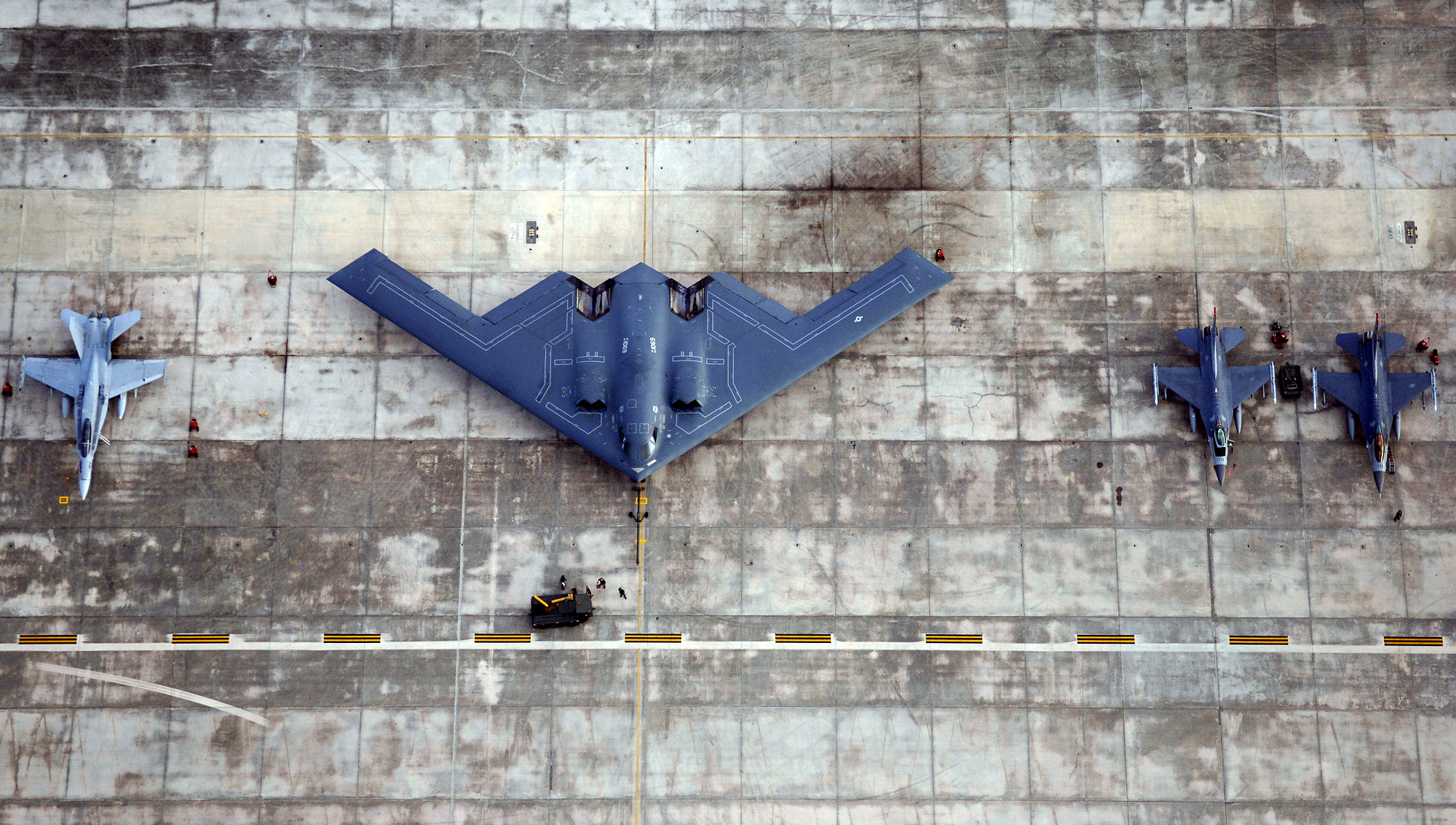
طائرة بي2 سبيرت وسط كل من طائرتين من أف 16 وطائرة إف/إيه-18 هورنت في قاعدة اندرسن للقوات الجوية في غوام

وعلى الرغم من وجود وسائل كشف أخرى – مثل الرصد البشري، والمجسات الحرارية، والمستشعرات الصوتية – فإن مدى كشفها القصير أو ضعف تقنيتها آنذاك أتاح لغالبية الطائرات التحليق دون أن تُرصد، أو على الأقل دون أن تُتابع بشكل فعّال، لا سيما أثناء الليل.
في عام 1974، طلبت وكالة مشاريع البحوث المتقدمة الدفاعية (داربا) من شركات الطيران الأمريكية تقديم معلومات حول أكبر مقطع راداري لطائرة يمكن أن تظل غير مرئية عمليًا لأجهزة الرادار. وقد تم اختيار شركتي نورثروب وماكدونل دوغلاس للمرحلة التالية من التطوير. وكانت شركة لوكهيد تمتلك خبرة مسبقة في هذا المجال من خلال تطوير طائرتي "لوكهيد A-12" و"SR-71"، اللتين تميزتا بعدة خصائص خفية، من بينها الزعانف الرأسية المائلة، واستخدام المواد المركّبة في مواقع حيوية، فضلًا عن تغطية السطح بطبقة طلاء ماصة لأشعة الرادار.
وشكّلت إحدى القفزات التقنية الكبرى حينها استخدام نماذج حاسوبية لتوقّع الانعكاسات الرادارية من الأسطح المسطّحة، ما أتاح تصميم طائرة بسطوح "متعددة الأوجه" لتقليل البصمة الرادارية. وقد بدأ تطوير أولى هذه التصاميم عام 1975 ضمن مشروع "هاف بلو"، الذي أنشأته شركة لوكهيد لاختبار المفهوم عمليًا.
بحلول صيف عام 1975، كانت الخطط قد بلغت مراحل متقدمة، فأطلقت "داربا" مشروع "نموذج الاختبار التجريبي للبقاء"، وتم منح شركتي نورثروب ولوكهيد عقودًا ضمن الجولة الأولى من الاختبارات. وفي أبريل 1976، مُنحت لوكهيد العقد الوحيد في الجولة الثانية، وهو ما أدى إلى تطوير برنامج "هاف بلو"، الذي تَطوّر لاحقًا إلى طائرة "إف-117" الشبحية الهجومية. من جانبها، طوّرت شركة نورثروب طائرة تجريبية سرّية ضمن برنامج "تاست بلو" في عام 1979 في منطقة "المنطقة 51" الشهيرة. وشمل هذا البرنامج تطوير تقنيات التخفي، ومفهوم "الخصائص قليلة الظهور"، ونظام التحكم الطيراني الإلكتروني (fly-by-wire)، والأسطح المنحنية، والمواد المركبة، وتقنيات الرصد الإلكتروني، والطائرة التجريبية للمراقبة الميدانية. وقد أُدمجت التكنولوجيا التخفيّة التي طُوّرت ضمن هذا البرنامج لاحقًا في تصاميم طائرات أخرى دخلت الخدمة، من أبرزها القاذفة الشبحية "بي-2".

### برنامج القاذفة ذات التكنولوجيا المتقدمة
بحلول عام 1976، كانت برامج التخفي المختلفة قد أحرزت تقدمًا ملحوظًا، بحيث أصبح تطوير قاذفة استراتيجية بعيدة المدى تعتمد على تقنية التخفي أمرًا يبدو ممكنًا من الناحية التقنية. وفي عام 1977، اطّلع الرئيس جيمي كارتر على هذه التطورات، ويُعتقد أن هذه المعلومات كانت من الأسباب الرئيسية التي دفعته إلى إلغاء برنامج القاذفة "بي-1". وفي أوائل عام 1978، أُمرت بإجراء دراسات إضافية، وكان ذلك بعد أن أتمّت منصة "هاف بلو" رحلاتها التجريبية، والتي أثبتت صحة المفاهيم الأساسية لتقنية التخفي. وخلال الحملة الانتخابية الرئاسية لعام 1980، وجّه رونالد ريغان انتقادات متكررة إلى كارتر، واصفًا إياه بأنه ضعيف في مجال الدفاع، واتخذ من إلغاء برنامج "بي-1" مثالًا بارزًا على ذلك. وفي ردٍ على تلك الانتقادات، أعلنت إدارة كارتر في 22 أغسطس 1980، بشكل علني، أن وزارة الدفاع الأمريكية تعمل على تطوير طائرات تخفي، من بينها قاذفة استراتيجية.

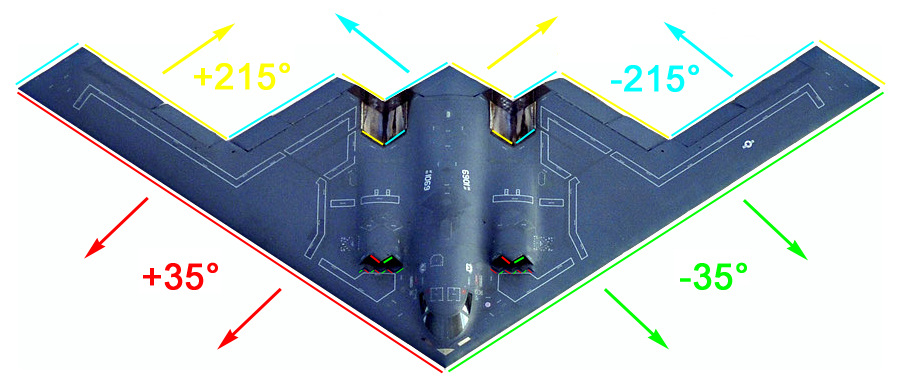
زوايا انعكاسية لموجات الردار

انطلق برنامج القاذفة ذات التكنولوجيا المتقدمة (ATB) رسميًا في عام 1979، بوصفه مشروعًا "أسود" سريًا، وتلقى تمويلًا تحت الاسم الرمزي "أورورا". وبعد تقييم مقترحات الشركات المتقدمة، تم تقليص المنافسة إلى فريقين رئيسيين: نورثروب/بوينغ من جهة، ولوكهيد/روكويل من جهة أخرى، وحصل كل فريق على عقد دراسة لمواصلة العمل على التصميم. اعتمد كلا الفريقين على تصاميم تعتمد "الجناح الطائر"، وهو نهج هندسي يتخلى عن جسم الطائرة التقليدي. حمل مشروع نورثروب الاسم الرمزي "سينير آيس"، فيما عُرف مشروع لوكهيد باسم "سينير بيغ". وقد امتلكت شركة نورثروب خبرة سابقة في تطوير طائرات ذات أجنحة طائرة، مثل طرازَي YB-35 وYB-49. كان تصميم نورثروب أكبر حجمًا ويعتمد على الأسطح المنحنية، في حين كان تصميم لوكهيد يعتمد على الأسطح المضلعة "المفصّلة" ويشمل ذيلًا صغيرًا.
في عام 1979، رسم المصمم هال ماركاريان مخططًا أوليًا للطائرة يُظهر تشابهًا كبيرًا مع الشكل النهائي الذي ظهرت به لاحقًا. وكانت القوات الجوية الأمريكية قد خططت في البداية للحصول على 165 قاذفة من طراز ATB. في 20 أكتوبر 1981، تم اختيار تصميم فريق نورثروب على حساب تصميم لوكهيد/روكويل. وقد مُنح التصميم اسم "بي-2" واللقب "سبيريت" (الروح). شهد تصميم الطائرة تعديلات جوهرية في منتصف ثمانينيات القرن العشرين، عندما تغيّر نطاق المهمة من التحليق على ارتفاعات شاهقة إلى الطيران المنخفض المتبع لتضاريس الأرض. أدّى هذا التعديل إلى تأخير أول رحلة للطائرة لمدة عامين، كما أضاف ما يقرب من مليار دولار إلى تكاليف البرنامج. وبحلول عام 1989، كانت الولايات المتحدة قد أنفقت سرًا نحو 23 مليار دولار على أبحاث وتطوير مشروع "بي-2". وشارك مهندسون وعلماء من معهد ماساتشوستس للتكنولوجيا (MIT) في تقييم فعالية الطائرة القتالية ضمن عقد سري امتد لخمس سنوات خلال الثمانينيات.
كما ساهمت التقنيات المطورة ضمن برنامج ATB في إثراء برنامج "المقاتلة التكتيكية المتقدمة"، الذي أسفر لاحقًا عن تطوير طرازَي لوكهيد YF-22 ونورثروب YF-23، وتُوّج لاحقًا بالمقاتلة "لوكهيد مارتن إف-22". كانت شركة نورثروب المقاول الرئيسي لطائرة "بي-2"، فيما شملت قائمة المتعاقدين الثانويين الرئيسيين شركات بوينغ، وهيوز للطيران (التي أصبحت لاحقًا جزءًا من رايثيون)، وجنرال إلكتريك، وفووت للطيران.

### السرية والتجسس
خلال مراحل التصميم والتطوير، كان برنامج طائرة نورثروب بي-2 مشروعًا "أسود" شديد السرية، وكان يشترط حصول جميع العاملين فيه على تصريح أمني من مستوى "سري". ورغم ذلك، فقد كانت درجة السرية في هذا البرنامج أقل تشددًا مقارنةً ببرنامج لوكهيد إف-117؛ إذ كان عدد أكبر من المسؤولين في الحكومة الفيدرالية مطّلعين على تفاصيل برنامج "بي-2"، كما توفرت معلومات أكثر نسبيًا حول المشروع. بُذلت جهود كبيرة للحفاظ على سرية تصميم وتقنيات "بي-2" سواء خلال مرحلة التطوير أو بعد دخول الخدمة. ويُلزم العاملون على الطائرة في معظم المواقع – إن لم يكن جميعها – بالحصول على تصاريح وصول خاصة، والخضوع لفحوص خلفية أمنية شاملة تُجريها وحدة متخصصة تابعة لسلاح الجو الأمريكي.
جرى الاستحواذ على مصنع سابق لشركة فورد للسيارات في بيكو ريفيرا، كاليفورنيا، وأُعيد بناؤه بالكامل ليكون مركزًا لتطوير الطائرة، وكان جميع موظفيه يؤدون قسم السرية. ولتجنّب إثارة الشبهات، كانت مكونات الطائرة تُشترى غالبًا عبر شركات وهمية، وكان المسؤولون العسكريون يزورون الموقع دون ارتداء الزي الرسمي، كما خضع الموظفون بشكل دوري لاختبارات كشف الكذب (البوليغراف). وحتى منتصف ثمانينيات القرن العشرين، كانت معظم المعلومات المتعلقة بالمشروع محجوبة عن مكتب المحاسبة الحكومي وأعضاء الكونغرس.
كُشف عن طائرة بي-2 لأول مرة في 22 نوفمبر 1988 في مصنع القوات الجوية الأمريكية رقم 42 في بالمدايل، كاليفورنيا، وهو الموقع الذي جرى فيه تجميع الطائرة. وكان العرض محدودًا للغاية، ولم يُسمح للحضور بمشاهدة الجزء الخلفي من الطائرة. إلا أن محرري مجلة أفييشن ويك لاحظوا أنه لا توجد قيود جوية فوق منطقة العرض، فقاموا بالتقاط صور جوية للجزء الخلفي السري من الطائرة، حيث توجد مخارج العادم المخفية للمحرّكات. أما أول رحلة علنية لطائرة بي-2 (رقمها التسلسلي 82-1066 / AV-1) فقد أُجريت في 17 يوليو 1989، وانطلقت من بالمدايل إلى قاعدة إدواردز الجوية.
وفي عام 1984، اعتُقل موظف شركة نورثروب توماس باتريك كافاناه بعد محاولته بيع معلومات سرية من مصنع بيكو ريفيرا إلى الاتحاد السوفيتي. وقد حُكم عليه بالسجن المؤبد عام 1985، إلا أنه أُفرج عنه بشروط عام 2001. وفي أكتوبر 2005، أُلقي القبض على نوشير غوواديا، وهو مهندس تصميم عمل على نظام الدفع في طائرة "بي-2"، بتهمة بيع معلومات سرية إلى الصين. وقد أُدين لاحقًا وحُكم عليه بالسجن لمدة 32 عامًا.

### تكاليف البرنامج والتوريد
خُطط في منتصف ثمانينيات القرن العشرين لتوريد 132 طائرة من طراز بي-2، إلا أن هذا العدد خُفّض لاحقًا إلى 75 طائرة. ومع بداية التسعينيات، أدى تفكك الاتحاد السوفيتي إلى زوال الهدف الأساسي للطائرة خلال الحرب الباردة، ما أضعف مبررات استمرار الإنتاج. وتحت ضغط القيود المالية ومعارضة الكونغرس، أعلن الرئيس جورج بوش الأب في خطاب حالة الاتحاد لعام 1992 أن إنتاج طائرات بي-2 سيقتصر على 20 طائرة فقط. ومع ذلك، وافقت إدارة بيل كلينتون في عام 1996، رغم التزامها المبدئي بوقف الإنتاج عند 20 طائرة، على تحويل نموذج اختبار أولي إلى طائرة عملياتية كاملة ضمن "بلوك 30"، وذلك بتكلفة قاربت 500 مليون دولار (ما يعادل نحو 897 مليون دولار وفق تقديرات عام 2023). كما قدمت شركة نورثروب في عام 1995 عرضًا للقوات الجوية الأمريكية لبناء 20 طائرة إضافية، بتكلفة إنتاج قدرها 566 مليون دولار لكل طائرة.

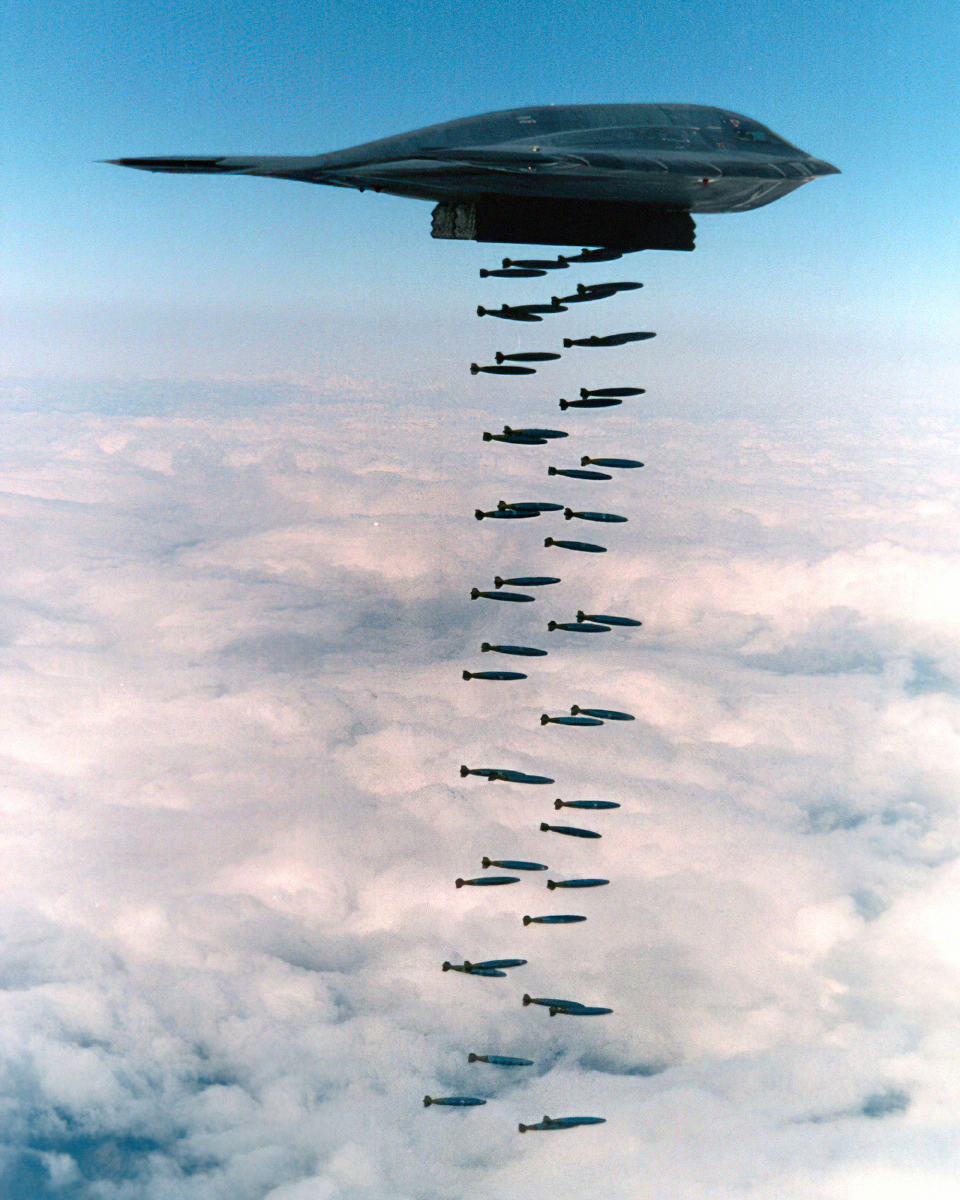
طائرة ب 2 سبيريت أثناء إسقاط القنابل

أثار البرنامج جدلًا واسعًا في الأوساط العامة بسبب تكلفته الباهظة على دافعي الضرائب في الولايات المتحدة. ففي عام 1996، كشف مكتب المحاسبة الحكومي أن قاذفات بي-2 ستكون، بفارق كبير، الأعلى تكلفة في التشغيل مقارنة بأي قاذفة أخرى، حيث تكلف الواحدة أكثر من ثلاثة أضعاف تكلفة تشغيل قاذفة بي-1 بي (9.6 مليون دولار سنويًا)، وأكثر من أربعة أضعاف تكلفة تشغيل بي-52 إتش (6.8 مليون دولار سنويًا). وفي سبتمبر 1997، تبين أن كل ساعة طيران واحدة لطائرة بي-2 كانت تتطلب 119 ساعة صيانة. وبالمقارنة، كانت قاذفة بي-52 تتطلب 53 ساعة صيانة لكل ساعة طيران، بينما احتاجت بي-1 بي إلى 60 ساعة.
ويُعزى جزء كبير من هذه التكاليف إلى ضرورة توفير حظائر طائرات مكيفة الهواء وبمساحة ضخمة تتناسب مع امتداد جناحي الطائرة البالغ 172 قدمًا (52 مترًا)، وهي ضرورية للحفاظ على خصائص التخفي، لا سيما الطلاء الخارجي ذي "القدرة المنخفضة على الظهور الراداري". وتُقدّر تكاليف الصيانة لطائرة واحدة بحوالي 3.4 مليون دولار شهريًا.
وفي تقرير صدر في أغسطس 1995، كشف مكتب المحاسبة الحكومي عن صعوبات واجهتها الطائرة في ظروف الأمطار الغزيرة، حيث كان المطر يُلحق ضررًا بطبقة التخفي الخارجية، ما تسبب في تأخيرات في الإنتاج إلى حين تطوير طلاء واقٍ كافٍ. كما واجه رادار متابعة وتجنب التضاريس في الطائرة صعوبة في التمييز بين المطر والعوائق الأخرى، ما أدى إلى تعطّل هذا النظام خلال الأحوال الجوية الماطرة. إلا أن تقريرًا لاحقًا في أكتوبر 1996 أشار إلى أن القوات الجوية قد أحرزت تقدمًا في معالجة هذه المشكلات من خلال تحديثات برمجية، ومن المتوقع أن تبدأ اختبارات تلك التعديلات في ربيع عام 1997.
بلغ إجمالي تكلفة "البنية العسكرية" المرتبطة بالبرنامج، وفقًا لتقديرات عام 1997، نحو 553.6 مليون دولار. وقدرت تكلفة التوريد لكل طائرة بنحو 737 مليون دولار حسب أسعار عام 1997 (ما يعادل حوالي 1.3 مليار دولار وفقًا لقيمة الدولار في عام 2021)، بناءً على إجمالي تكلفة أسطول بلغ 15.48 مليار دولار. وتشمل تكلفة التوريد بحسب تقارير مكتب المحاسبة الحكومي – والتي تضم قطع الغيار والدعم البرمجي – نحو 929 مليون دولار لكل طائرة. أما إجمالي تكلفة البرنامج حتى عام 2004، فقد بلغ نحو 44.75 مليار دولار وفقًا لأسعار عام 1997 (ما يعادل حوالي 79 مليار دولار بالقيمة التقديرية لعام 2021). وتشمل هذه التكاليف جميع مراحل التطوير، والتوريد، والبنية التحتية، والإنشاءات، وقطع الغيار. وبذلك، يبلغ متوسط تكلفة كل طائرة ضمن البرنامج ما يقارب 2.13 مليار دولار. وتُقدّر تكلفة تشغيل طائرة بي-2 الواحدة بنحو 135,000 دولار لكل ساعة طيران (حسب تقديرات عام 2010)، أي نحو ضعف تكلفة تشغيل طرازَي بي-52 وبي-1.

### المعارضة
قررت لجنة القوات المسلحة في مجلس النواب أثناء مناقشة ميزانية الدفاع للسنة المالية 1990 خفض مبلغ 800 مليون دولار من مخصصات البحث والتطوير الخاصة بطائرة بي-2، لكنها في الوقت نفسه منعت تمرير اقتراح بإنهاء المشروع. وقد جاءت المعارضة من أطراف متعددة في اللجنة وفي الكونغرس، واتسمت بطابع واسع وعابر للانتماءات الحزبية. كان من أبرز المعارضين النواب رون ديلومز (ديمقراطي من كاليفورنيا)، وجون كاسيش (جمهوري من أوهايو)، وجون جي. رولاند (جمهوري من كونيتيكت)، الذين قدّموا اقتراحًا لإنهاء المشروع، إلى جانب معارضين آخرين في مجلس الشيوخ مثل جيم إكسون (ديمقراطي من نبراسكا) وجون ماكين (جمهوري من أريزونا). وقد تعاون ديلومز وكاسيش بشكل خاص من عام 1989 وحتى أوائل التسعينيات للحد من إنتاج الطائرة عند 21 قاذفة فقط، وهو ما نجحا في تحقيقه في نهاية المطاف.
وقد مثّل الارتفاع المتصاعد في تكلفة برنامج بي-2، إضافة إلى مؤشرات على وجود قصور في قدرة الطائرة على تفادي اكتشافها عبر الرادار، من العوامل الرئيسة التي عززت المعارضة لاستمرار البرنامج. وفي ذروة خطة الإنتاج التي حُددت في عام 1989، كان من المقرر إنفاق ما بين 7 و8 مليارات دولار سنويًا (وفقًا لأسعار عام 1989)، وهو ما وصفه رئيس اللجنة ليز آسبن (ديمقراطي من ويسكونسن) بأنه "غير قابل للتنفيذ من الناحية المالية".
في عام 1990، وجّهت وزارة الدفاع الأمريكية اتهامات إلى شركة نورثروب باستخدام مكونات معيبة في نظام التحكم بالطيران، كما تبيّن أن التصميم يحتاج إلى تعديلات لحماية شفرات محرك الطائرة من التلف الناتج عن اصطدام الطيور. مع مرور الوقت، انضم العديد من الشخصيات البارزة في الكونغرس إلى المعارضة، من بينهم السيناتور جون كيري (ديمقراطي من ماساتشوستس)، الذي صوّت ضد البرنامج أعوام 1989 و1991 و1992. وبحلول عام 1992، دعا الرئيس جورج بوش الأب إلى إلغاء برنامج بي-2، متعهدًا بخفض الإنفاق العسكري بنسبة 30% بعد انهيار الاتحاد السوفيتي.
وفي أكتوبر 1995، أعرب كل من الجنرال مايك رايان، رئيس أركان سلاح الجو الأمريكي آنذاك، والجنرال جون شاليكاشفيلي، رئيس هيئة الأركان المشتركة سابقًا، عن معارضتهما الشديدة لأي تمويل إضافي لشراء طائرات بي-2 جديدة، بحجة أن ذلك سيتطلب تخفيضات غير مقبولة في ميزانية الطائرات الأخرى، سواء التقليدية أو النووية، وأن لدى الجيش أولويات أكثر إلحاحًا في ظل ميزانية محدودة.
من جهة أخرى، جادل بعض مؤيدي البرنامج بأن شراء 20 طائرة إضافية من بي-2 سيؤدي إلى توفير التكاليف على المدى الطويل، نظرًا لقدرتها على اختراق الدفاعات الجوية المعادية بعمق واستخدام ذخائر قصيرة المدى ومنخفضة التكلفة بدلًا من الأسلحة الباهظة المخصصة للضربات من مسافات بعيدة. إلا أن مكتب الميزانية في الكونغرس (CBO)، وفي تقريره لعام 1995، خلص إلى أن هذه الطائرات الإضافية لن تؤدي إلى تخفيض في تكاليف الذخائر المستخدمة يزيد عن ملياري دولار (بسعر عام 1995) خلال أول أسبوعين من النزاع، وهي الفترة التي توقعت القوات الجوية أن تُحقق فيها القاذفات أقصى مساهماتها. وكان هذا التوفير ضئيلًا مقارنةً بإجمالي تكلفة دورة حياة مقدّرة بنحو 26.8 مليار دولار (وفق أسعار عام 1995) لبناء 20 طائرة إضافية.
وفي عام 1997، قدّم النائب رون ديلومز، بصفته العضو البارز في لجنة القوات المسلحة ولجنة الأمن القومي في مجلس النواب، تعديلًا على مشروع قانون الدفاع السنوي، استند فيه إلى خمس دراسات مستقلة، يطالب فيه بوقف الإنتاج عند العدد القائم وهو 21 طائرة. ورغم أن التعديل رُفض بفارق ضئيل، فإن الكونغرس لم يُقر أي تمويل لبناء طائرات إضافية من هذا الطراز.

## الخصائص العامة
- المهمة الأولى : مقاتلة من النوع الثقيل متعددة الأدوار.
- المقاول الرئيسي : شركة نورثروب غرومان
- فريق المتعهدين :شركة بوينغ للطائرات العسكرية ،مجموعة هيوز لأنظمة الرادار, مجموعة جنرال إلكتريك لمحركات الطائرات والصناعات الجوية.
- اشتركت الـ B 2 في مستهل العمليات الحربية التي قادتها الولايات المتحدة الأمريكية التي أدت إلى احتلال العراق والإطاحة بنظام صدام حسين وكانت المرة الأولى التي تشترك فيها الـ B 2 مع القاصفات الثقيلة الرئيسية لدى القوة الجوية الأمريكية وهي الـ B 52 والـ B 1 B حيث نفذت غارة على مخبأ كانت الاستخبارت العسكرية الأمريكية تعتقد باختباء الرئيس العراقي فيه.
- الـ B 2 تكاد أن تكون الطائرة الوحيدة لدى القوة الجوية للولايات المتحدة التي لا تتمركز في أي قاعدة جوية خارج حدود أراضي الولايات المتحدة ويحيط بها هالة من التعتيم الإعلامي بغية الحفاظ على أسرارها العسكرية الدقيقة. وقد كانت معظم الطائرات في البداية تتمركز في قاعدة Whiteman الجوية في ميسوري. ويرجع العديد من الخبراء ذلك إلى الدعم اللوجيستي الهائل الذي تحتاجه هذه الطائرة للقيام بمهامها إلى درجة أن الولايات المتحدة الأمريكية لا تستطيع إلا أن تستعمل نصف طاقمها من هذه الطائرات في المرة. كما أن أحد أسباب هذا العمل اللوجيستي الضخم إلى جانب الحفاظ على السرية هو أن طلاء أو المواد الممتصة للرادار التي تتكون منها هذه الطائرة حساسة جدا ضد الرطوبة والحرارة وأي ضرر في هذا الطلاء سيؤدي إلى تكبير المقطع العرضي الراداري للطائرة مما يجردها من حمايتها الفعالة الوحيد. وقد قام سلاح الجو الأمريكي بتصميم مرافئ محمولة خاصة للطائرة تسمى B-2 Shelter System أو اختصارا B2SS تلغ تكلفة كل واحد منه 2.5 مليون دولار وتحتاج إلى 29 رحلة لطائرات C-130 لنقلها من مكان لآخر مما فتح إمكانية تمركز الطائرة خارج الولايات المتحدة الأمريكية بالإضافة إلى بناء قواعد غوام في المحيط الهادي وقاعدة سان دياغو في المحيط الهندي وفارفورد في إنجلترا.

## تقليص المقطع العرضي الراداري وخصائصه
- يعتبر المقطع العرضي الراداري للطائرة الحماية الحقيقية الفعالة الوحيدة للطائرة لذلك فإن الباحثين لم يدخروا جهدا في مراعاة هذا الجانب في كثير من الأحيان على حساب خاصيات أخرى للطائرة كالسرعة وقدرة المناورة. وتعتمد الطائرة أساسا في تضليلها للرادار على 3 مبادئ فيزيائية سنحاول وصفها في ما يلي وهي تدمير الذبذبة الكهرومغناطيسية وامتصاصها وإرجاعها.

### تدمير الموجةالكهرومغناطيسية
- نظريا يمكن تدمير موجة كهرومغناطيسية (أي موجات الرادار) عن طريق إرسال موجة معاكسة بنفس التردد والقوة لكن بطور معكوس حيث يكون مجموع الموجتين صفرا. وتصنف هذه الطريقة ضمن خانة الطرائق الإيجابية active في مقاومة الرادار واستعمالها يكون عادة في ميدان الترددات المنخفضة حيث يصعب استعمال المواد الممتصة للرادار في هذا المدى. وتمتلك البي 2 العديد من الآلات لهذا الغرض لكن مواصفاتها سرية مثل ال ZSR-63.

### امتصاص الموجاتالكهرومغناطيسية
- لبعض المواد قابلية امتصاص أشعة الردار أو الموجات الكهرومغناطيسية وتدعى عامة RAM اختصارا لمادة ماصة للرادار Radar Absorbent Materials.
- و تقسم هذه المواد إلى نوعين نوع يطلق عليه اسم ممتص متردد وهو نوع مصمم عادة ضد تردد معين للرادار أما النوع الثاني فيسمى ممتص عالي المدى وهو مصمم ليمتص مدى كامل من ترددات الرادار. ولعل من أقدم وربما أشهر الآلات في مجال امتصاص الموجات هو ما يعرف بشاشة سالسبيري Salisbury screen وهي آلة تجريبية تبين طريقة عمل المواد الممتصة للرادار الترددية وتتكون من 3 طبقات مرصوصة خلف بعضها تنعكس على أولها جزء من الأشعة الرإدارية في حين يمر جزء من الأشعة عبر الطبقة الوسطى التي يبلغ سمكها ربع طول موجة الرادار فيتم إضعافه وأخير يتم إرجاع الموجة عند الطبقة الأخيرة بطور معكوس تقريبا لتخرج من شاشة سالسبيري وتتحد مع الموجة المنعكسة الأولى وتكون بذلك مجموع الموجتين صفرا، مما يجعل الرادار الذي ينتظر انعكاس الموجة الكهرومغناطيسية لتسجيل وجود الطائرة غير قادر على رؤيتها أو أنه في أحسن الأحوال لا يرى سوى توقيعا رإداريا صغير الحجم. عيب هذه الطريقة هي أنها لا تمتص إلا نوعا واحدا أو طول موجة واحد مما يجعل رادارا يبث بموجات مختلفة الطول يكتشف الطائرة بالإضافة إلى سمك هذه المادة حيث أن شاشة سالسبيري تعمل في مدى 100 ميغاهرتز يجب أن يكون سمكه 75 سنتمترا وإذا أردنا أن نصمم مادة مضادة للرادار بهذه الطريقة فإنه يجب تجميع شاشات مختلفة تعمل كل منها في طول موجة آخر وهو ما يسمى بشاشة جومان Jaumann screen مما سيجعل المادة أكثر سمكا (ووزنا). البديل لهذه المادة الممتصة هو المواد الممتصة المغناطيسية التي تعتمد على تحويل موجة الرادار وتبديدها في صورة حرارة عوض عكسها. ويدخل في تكوين هذه المواد الفيرريت النيكل الكوبالت والحديد الكربونيلي مما يجعل منه قابلا للتأكسد بالإضافة إلى أن وصوله إلى درجات حرارة تعادل 500 درجة مئوية تزيد في هذا التآكل وهذا عيب من عيوب هذا النوع من المواد إلا أن سمكه يكون 10 مرات أقل من سمك المواد الممتصة بالانعكاس. في الأخير يجدر بالذكر أن الممتصات من النوع الأول مثلى للترددات العالية في حين أن المواد الممتصة المغناطيسية أمثل للترددات المنخفضة مما جعل مصممي البي 2 يستعملون كلا النوعين لصنع طلاء أو قشرة تعمل في مدى واسع من الترددات إلا أن ذلك لم يمكنهم من التغلب على حساسية الطلاء وقابليته المرتفعة للعطب.

### عكس الأشعة الرادارية
- صمم شكل البي 2 بحيث أن شكلها وحتى بعض الآلات الداخلية لا تعطي إلا مقطعا راداريا صغيرا حيث حرص المصممون أن لا يرتطم الشعاع الراداري على زوايا قائمة حتى لا يتم إرجاع الإشارات إلى الرادار. حيث أن معظم الرادارات اليوم تجمع بين آلية بث الموجة الرادارية والمستقبل الراداري. لذلك فإن البي 2 ترجع الإشارة الرادارية في كل الإتجاهات إلا في إتجاه الرادار. وبما أن الطائرة مصممة لتحلق في علو شاهق وأن رصدها سيتم من محطات أرضية فقد تم تركيب المحركات فوق الجناح وليس تحته كما تم إخفاء كل الأسلحة والآلات في داخل الطائرة وليس تحتها كما في الطائرات الأخرى.
- كما تم استعمال المواد الممتصة عند مداخل الهواء للمحركات حيث أنها كانت ستعطي مقطعا رإداريا كبيرا. كما أن تركيب المحركات فوق الجناح ولد مشكلة أن المحركات لا تتحصل على الكميات اللازمة من الهواء خاصة عن الإقلاع والهبوط مما جعل تصميم نظام ميكانيكي يزيد في تدفق الهواء يتم إخراجه من جسم الطائرة عند الإقلاع والهبوط. كما تم تصميم مدخل الهواء بطريقة لا تعكس أشعة الرادار في إتجاهه. كما تم التخلي عن استعمال البراغي في تركيب الطائرة حيث يتم إلصاق أو لحم مكونات الطائرة.
- كما استعملت تقنية تسمى ال blending في توصيل الأجنحة بالجسم وهي تقنية تعني عدم بناء زوايا قائمة بين جسم الطائرة وجناحها. كما تم جعل جناح الطائرة منحنيا ب 55 درجة إلى الخلف تقريبا مم يجعل موجات الرادار تنعكس بزاوية 110 درجات تقريبا بالإضافة إلى أن هذا الشكل للأجنحة يحد أو يحول دون تكون تكثف للماء مما قد يكشف الطائرة للعدو إلا أن تكثفا قد يحصل عند طيران الطائرة بسرعة عالية في جو مشبع بالماء فوق البحر مثلا (ظاهرة براندتل غولرت سنغولاريتي Prandtl-Glauert).
- كما تم تصميم مؤخرة الأجنحة في شكل مثلثات حيث أنه من المعروف أن هذه المنطقة تساهم مساهمة كبيرة في توسيع المقطع الرإداري. وتم أيضا على مستوى قمرة القيادة استعمال فلم من الإنديوم والذهب لتقليص التوقيع الراداري.

## وصلات خارجية
- المزيد عن الطائرة بي 2 سبيرت